# Pastis de Marseille

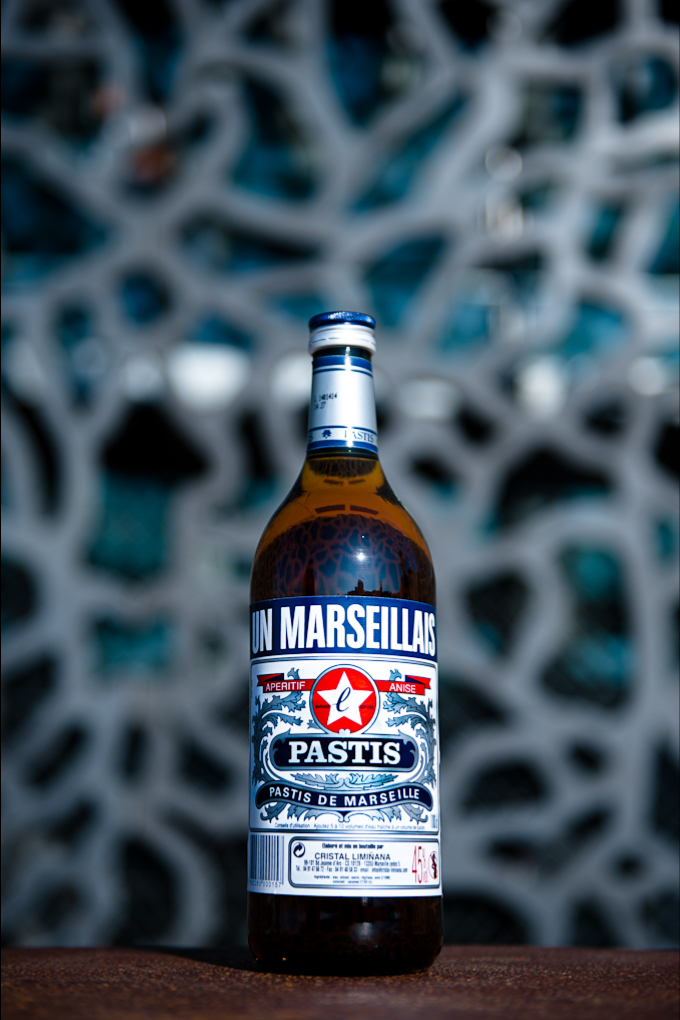
Pastis, pastis de Marseille fabriqué à Marseille par Cristal Limiñana.

« Pastis de Marseille » est une appellation réservée à certains pastis qui titrent au minimum 45 % vol. et dont le goût d'anis est plus prononcé du fait d'une plus forte concentration en anéthol (entre 1,9 et 2,1g/L).
Cette teneur en anéthol supérieure à celle d'un pastis commun rend le pastis de Marseille beaucoup plus sensible au froid : un trouble apparaît dès 8 voire 10 °C. Remis à température ambiante, le trouble disparaît sans que le produit ne subisse une quelconque altération de qualité ou de goût.